# (2850) Mozhaiskij
(2850) Mozhaiskij est un astéroïde de la ceinture principale.

## Description
(2850) Mozhaiskij est un astéroïde de la ceinture principale. Il fut découvert le 2 octobre 1978 à Naoutchnyï par Lioudmila Jouravliova. Il porte le nom de Alexandre Mojaïski. Il présente une orbite caractérisée par un demi-grand axe de 2,45 UA, une excentricité de 0,05 et une inclinaison de 7,8° par rapport à l'écliptique.

## Compléments